# Galilea, Jiquipilas
Galilea är en ort i Mexiko.   Den ligger i kommunen Jiquipilas och delstaten Chiapas, i den sydöstra delen av landet, 700 km sydost om huvudstaden Mexico City. Galilea ligger 909 meter över havet och antalet invånare är 164.
Terrängen runt Galilea är huvudsakligen kuperad, men söderut är den platt. Galilea ligger uppe på en höjd. Runt Galilea är det ganska glesbefolkat, med 38 invånare per kvadratkilometer. Närmaste större samhälle är Cintalapa de Figueroa, 15,8 km väster om Galilea. Omgivningarna runt Galilea är en mosaik av jordbruksmark och naturlig växtlighet.